# Raquel-Ruth Lacuesta Contreras
Raquel-Ruth Lacuesta Contreras (Hellín, província d'Albacete, 13 de març de 1949) és una historiadora de l'art per la Universitat de Barcelona (1973), bé que estudià part de la carrera a la Universidad Complutense de Madrid. Doctorada en història de l'art (1998) a la UB, on també es llicencià en filosofia i ciències de l'educació (1987). Instal·lada a Barcelona s'ha integrat completament a l'escola catalana d'historiadors de l'art. La seva tesi doctoral va ser «El Servei de Catalogació i Conservació de Monuments de la Diputació de Barcelona. Metodologia, criteris i obra. 1915-1981» (Departament d'Història de l'Art de la Universitat de Barcelona, 1998, publicada el 2000 amb el títol Restauración monumental en Cataluña. Siglos XIX y XX).
Adscrita en un principi a l'Arxiu Històric del Col·legi d'Arquitectes de Catalunya (1973-1978), des d'allà inicià els seus estudis, amb l'arquitecte director de l'Arxiu, Antoni González Moreno-Navarro. El 1985 entrà al Servei de Catalogació i Conservació de Monuments de la Diputació de Barcelona, on el 1996 esdevingué cap de la Secció Tècnica d'Investigació, Documentació i Difusió del mateix servei, ara denominat “de Patrimoni Arquitectònic Local”, i la Secció, d'Investigació, Catalogació i Difusió.
Membre fundadora de l'Academia del Partal (Associació Lliure de Professionals de la Restauració Monumental), creada a Barcelona el 19 de novembre de 1992, en fou secretària entre 1992 i 2002.
Ha participat en el Master de Restauración y Rehabilitación del Patrimonio en la Universidad de Alcalá de Henares, des del 1996.
Ha comissariat exposicions sobre arquitectes (com Cèsar Martinell i Brunet, Antoni Gaudí i Rafael Masó), ha dirigit la pel·lícula “Güell, Gaudí: un projecte comú” (Diputació de Barcelona, Riedweg Produccions, 2002), en el marc de l'exposició de l'Any Gaudí “La vida al palau: Eusebi Güell i Antoni Gaudí, dos homes i un projecte”; ha organitzat i dirigit congressos i jornades d'intervenció en el patrimoni, i ha publicat nombrosos llibres i articles tant sobre arquitectura històrica com contemporània, i sobre mètode i criteris de la restauració.
Té el Premi Nacional de Patrimoni Cultural de la Generalitat de Catalunya en 1997, amb l'equip de restauració d'una part de la Casa Milà ("La Pedrera"), de Barcelona.
Des del 18 de desembre de 2013 és acadèmica de número de la Reial Acadèmia Catalana de Belles Arts de Sant Jordi.

## Obres destacades
Ha publicat, entre d'altres: Cèsar Martinell (1998); Restauració monumental a Catalunya (segles XIX i XX) (2000); Eusebi Güell i Antoni Gaudí, dos homes i un projecte (2002); Barcelona, guía de arquitectura. 1929 2000 (1999); Rafael Masó i Valentí, arquitecte (1880-1935) (2006, en col·laboració amb els arquitectes Lluís Cuspinera i Francesc Balañà); Modernisme a l’entorn de Barcelona. Arquitectura i paisatge (2006), Ponts de la província de Barcelona. Comunicacions i paisatge (2008) i Ignasi Oms i Ponsa, arquitecte (2009).